# Ahhazu
Aḫḫazu (también Ahhazu, Achchazu (transcripción alemana) o Akhkhazu —transcripción inglesa—) es un demonio femenino presente en la mitología acadia y que causa difteria. Se escribe con un sumerograma: Dimme-Kur. Recibe el epíteto de "la que captura".
Junto a Lamashtu y Labartu forma una tríada de demonios femeninos, responsables de las pestes y las fiebres. Aunque el nombre sea en acadio de género masculino, Aḫḫazu suele ser considerado un demonio de naturaleza femenina.